# Marius Barbeau
Charles Marius Barbeau ou Joseph Frédéric Charles Barbeau (Sainte-Marie-de-Beauce, 5 de março de 1883 - Otava, 27 de fevereiro de 1969), foi um antropólogo, etnólogo e folclorista do Canadá. É considerado o fundador da antropologia canadiana.

## Vida
É considerado o fundador da antropologia. Ele é mais conhecido pela defesa da cultura popular de Quebec, e por sua exaustiva catalogação da organização social, narrativas e tradições musicais, e artes plásticas dos povos de língua Tsimshianic na Colúmbia Britânica (Tsimshian,Gitxsan e Nisga'a), e outros povos da Costa Noroeste. Ele desenvolveu teorias não convencionais sobre o povoamento das Américas.
Barbeau é uma figura controversa, pois foi criticado por não representar com precisão seus informantes indígenas. Em seu trabalho antropológico entre os Tsimshian e Huron-Wyandot, por exemplo, Barbeau estava apenas procurando o que ele definiu como histórias "autênticas", sem implicações políticas. Os informantes muitas vezes não estavam dispostos a trabalhar com ele por várias razões.

## Trabalhos selecionados
- (1915) "Classification of Iroquoian radicals with subjective pronominal prefixes." Ottawa: Geological Survey of Canada. Memoir no. 46. GEOSCAN.
- (1915) Huron and Wyandot Mythology, with Appendix Containing Earlier Published Records. Ottawa: Geological Survey of Canada. Memoir no. 80. GEOSCAN.
- (1923) Indian Days in the Canadian Rockies. Ilustrado por W. Langdon Kihn.  Toronto: Macmillan.
- (with Edward Sapir) (1925) Folksongs of French Canada. New Haven: Yale University Press.
- (1928) The Downfall of Temlaham. Toronto: Macmillan.
- (1929) "Totem Poles of the Gitksan, Upper Skeena River, British Columbia." Ottawa: National Museum of Canada. Bulletin no. 61. GEOSCAN.
- (1933) "How Asia Used to Drip at the Spout into America," Washington Historical Quarterly, vol. 24, pp. 163–173.
- (1934) Au Coeur de Québec. Montréal: Zodiaque.
- (1934) Cornelius Krieghoff: Pioneer Painter of North America. Toronto: Macmillan.
- (1934) La merveilleuse aventure de Jacques Cartier. Montréal: A. Levesque.
- (1935) "Folk-songs of Old Quebec." Ottawa: National Museum of Canada. Bulletin no. 75. GEOSCAN.
- (1935) Grand'mère raconte. Montréal: Beauchemin.
- (1935) Il était une fois. Montréal: Beauchemin.
- (1936) The Kingdom Saguenay. Toronto: Macmillan.
- (1936) Québec, ou survit l'ancienne France (Quebec: Where Ancient France Lingers.)  Québec City: Garneau.
- (with Marguerite and Raoul d'Harcourt) (1937) Romanceros du Canada.  Montréal: Beauchemin.
- (1942) Maîtres artisans de chez-nous.  Montréal: Zodiaque.
- (1942) Les Rêves des chasseurs.  Montréal: Beauchemin.
- (with Grace Melvin) (1943) The Indian Speaks.  Toronto: Macmillan.
- (with Rina Lasnier) (1944) Madones canadiennes.  Montréal: Beauchemin.
- (1944) Mountain Cloud.  Toronto: Macmillan.
- (1944–1946) Saintes artisanes.  2 vols.  Montréal: Fides.
- (1945) "The Aleutian Route of Migration into America." Geographical Review, vol. 35, no. 3, pp. 424–443.
- (1945) "Bear Mother."  Journal of American Folklore, vol. 59, no. 231, pp. 1–12.
- (1945) Ceinture flechée.  Montréal: Paysana.
- (1946) Alouette!  Montréal: Lumen.
- (1947) Alaska Beckons.  Toronto: Macmillan.
- (1947) L'Arbre des rèves (The Tree of Dreams).  Montréal: Thérrien.
- (1950; reissued 1990) Totem Poles.  2 vols.  (Anthropology Series 30, National Museum of Canada Bulletin 119.)  Ottawa: National Museum of Canada.  Reprinted, Canadian Museum of Civilization, Hull, Quebec, 1990. Individual chapters available in pdf on the website of the Canadian Museum of History.
- (1952) "The Old-World Dragon in America."  In Indian Tribes of Aboriginal America: Selected Papers of the XXIXth International Congress of Americanists, ed. by Sol Tax, pp. 115–122.  Chicago: University of Chicago Press.
- (1953) Haida Myths.  Ottawa: National Museum of Canada.
- (1954) "'Totemic Atmosphere' on the North Pacific Coast."  Journal of American Folklore, vol. 67, pp. 103-122.
- (1957) Haida Carvers in Argillite.  Ottawa: National Museum of Canada.
- (1957) J'ai vu Québec.  Québec City: Garneau.
- (1957) My Life in Recording: Canadian-Indian Folklore. Folkways Records
- (ed.) (1958) The Golden Phoenix and Other Fairy Tales from Quebec.  Retold by Michael Hornyansky.  Toronto: Oxford University Press.
- (1958) Medicine-Men on the North Pacific Coast.  Ottawa: National Museum of Canada.
- (1958) Pathfinders in the North Pacific.  Toronto: Ryerson.
- (et al.) (1958) Roundelays: Dansons à la Ronde.  Ottawa: National Museum of Canada.
- (1960) Indian Days on the Western Prairies.  Ottawa: National Museum of Canada.
- (1960) "Huron-Wyandot Traditional Narratives: In Translations and Native Texts." National Museum of Canada Bulletin 165, Anthropological Series 47.
- (1961) Tsimsyan Myths.  (Anthropological Series 51, National Museum of Canada Bulletin 174.)  Ottawa: Department of Northern Affairs and National Resources.
- (1962) Jongleur Songs of Old Quebec.  Rutgers University Press.
- (1965–1966) Indiens d'Amérique.  3 vols.  Montréal: Beauchemin.
- (1968) Louis Jobin, statuaire.  Montréal: Beauchemin.
- (1973) "Totem Poles of the Gitksan, Upper Skeena River, British Columbia." Ottawa: National Museum of Canada. Bulletin no. 61, (ed. Facsimile).